# Joseph Tainter
Joseph Anthony Tainter (* 8. Dezember 1949) ist ein amerikanischer Anthropologe und Historiker. Bekannt wurde er durch meist archäologisch fundierte Studien zum Zusammenbruch komplexer Kulturen.

## Leben
Tainter wuchs in San Francisco auf. Er studierte Anthropologie an der University of California, Berkeley und an der Northwestern University, wo er 1975 sein Studium mit dem Ph.D. über den Zusammenbruch einer regionalen Kultur am unteren Illinois River um 400 n. Chr. abschloss.
Danach führte er verschiedene Forschungsprojekte zur Geschichte der indigenen Völker des Südwestens der USA und Mexikos durch und war Assistenzprofessor für Anthropologie an der University of New Mexico. Danach war er für den U.S. Forest Service tätig, der Archäologen einstellte, um die möglichen Auswirkungen von Abholzungs- und Bergbauprojekten auf das Land in Staatsbesitz in New Mexico zu evaluieren. Dabei machte er auf den drohenden Verlust kultureller Ressourcen der Navajo aufmerksam. In diesem Zusammenhang beschäftigte er sich auch mit dem Zusammenbruch der Chaco-Canyon-Kultur um 1100 n. Chr. Zuletzt war er Professor am Department für Umwelt und Gesellschaft an der Utah State University.

## Werk
Ausgangspunkt von Tainters neueren Arbeiten ist die Frage nach den Ursachen von gesellschaftlichen Desintegrationsprozessen, die er gegenüber der Frage nach dem gesellschaftlichen Zusammenhalt für vernachlässigt hält. Daher grenzt er sich von psychologischen oder geschichtsphilosophisch-metaphysischen Erklärungsversuchen in der Nachfolge Oswald Spenglers oder Arnold Toynbees ab. In seinem bekanntesten Werk The Collapse of Complex Societies untersucht Tainter den Kollaps der Kultur der Maya und der Chaco-Canyon-Kultur in New Mexico sowie des Weströmischen Reichs. Dabei integriert er Aspekte der Netzwerktheorie, Energieökonomie und der Theorie komplexer Systeme. Tainter argumentiert, dass die in primitiven Gesellschaften bestehende Möglichkeit, Probleme z. B. der Ressourcenknappheit einfach durch Wanderung (also durch „horizontale“ Ausbreitung) zu lösen, in entwickelten und komplexen Gesellschaften nicht existiert. Hier müsse man eine „vertikale“ Lösung durch Zunahme hierarchischer Kontrollen und zentraler Problemlösungsinstitutionen finden. Damit werden zunächst die Bedürfnisse von Eliten befriedigt, ohne dass die der breiten Massen ganz vernachlässigt werden dürfen. Ein Zusammenbruch ganzer Gesellschaften kann aus der Ineffizienz und dem Versagen dieser Problemlösungsinstitutionen und -mechanismen resultierten. Dies ist der Fall, wenn die kollektiven Investitionen in diese Problemlösungsmechanismen und die zu deren Aufrechterhaltung nötige Energiezufuhr steigen, aber einen sinkenden Grenzertrag nach sich ziehen. Einen solchen „Kollaps“ definiert er als plötzlichen unfreiwilligen Abbau von Komplexität (a rapid, significant loss of an established level of sociopolitical complexity).
Dieser Mechanismus kann sich im Einzelnen wie folgt vollziehen: Um neuen Anforderungen innerhalb einer Gesellschaft genüge tun zu können, erhöht diese ihre (administrative, ökonomische oder technische) Komplexität z. B. durch Entstehung bürokratischer Kontrollmechanismen. Die Erhöhung der Komplexität und ihre Aufrechterhaltung erfordern eine höhere Zufuhr von Energie. Dadurch steigen prinzipiell die Kosten der Erhaltung der Gesellschaft. Innerhalb der bestehenden Bedingungen kann eine Gesellschaft dies bewerkstelligen, wenn sie mit den verbesserten Methoden, Verfahren oder Handelsbeziehungen sowie durch Spezialisierung ihre Effizienz gesteigert werden und Ressourcen freigesetzt werden können. Auch expansive militärische Strategien wie die des Römischen Reichs dienen der Aneignung externer Ressourcen, erfordern aber die Aufrechterhaltung eines großen Militärapparats, der selbst viele Ressourcen verschlingt.
Gesellschaften, die sich in dieser Weise entwickeln und dabei immer komplexer werden, erwirtschaften oder eignen sich zwar weitere Ressourcen an, die potenziell auftretende Schwierigkeiten lösen. Dieser Prozess stößt jedoch an Grenzen, wenn gesellschaftliche Kompensations- bzw. Entwicklungsmöglichkeiten versagen. So kam die Industriegesellschaft nicht mit den in der Landwirtschaft gewonnenen Ressourcen aus; sie benötigte zusätzliche Energiezufuhr, historisch zuerst in Form von Holz, Kohle, später von Öl, Gas und Atomstrom. Auch kann die Zentralisierung von Ressourcen zwar Probleme lösen, aber durch (Über-)Besteuerung ihrer Mitglieder an Grenzen stoßen.
Ein Kollaps der Gesellschaft kann auf zwei Arten eintreten:
- Bei einem langsamen Kollaps übersteigen die Kosten des Erhalts des Systems dessen Leistungsfähigkeit. Ein Rückzug solcher Gesellschaften auf ein niedrigeres Niveau ist deshalb nicht möglich, weil dies hohe Umbaukosten verursachen würde oder die zu lösenden Probleme nicht mehr bewältigt würden.
- Bei einem raschen Kollaps treffen eine Reihe von gesellschaftlichen Problemen, etwa Nahrungsknappheit, Pandemien, Kriege, Umweltkatastrophen in einem engen Zeitfenster eine komplexe Gesellschaft, die gesamtgesellschaftliche Resilienz ist jedoch zu gering, um eine Lösung zu finden, zumal sämtliche Bereiche voneinander abhängig sind. Die Abhängigkeit der einzelnen Bereiche, die Verzahnung führt dann zum Kollaps.

Diese Betrachtungsweise verwendet Tainter bei der Analyse der von Energiesubventionen in Form von billigen Öleinfuhren abhängigen amerikanischen Gesellschaft, in der sich über Jahrzehnte hinweg steigender Energiebedarf und gesellschaftlicher Komplexitätsaufbau wechselseitig verstärkten, bis sich das Öl durch die Offshore-Förderung und die Konflikte im Nahen Osten verteuerte, während zugleich die Kosten der nationalen und internationalen Problemlösungsmechanismen stiegen. Diese extrem hohe Abhängigkeit heutiger Gesellschaften von der Energiezufuhr stelle historisch eine Anomalie dar.
Tainter entwickelte damit Ideen von Leopold Kohr weiter, der in der allein durch die reine Größe einer Nation bedingten Komplexitätssteigerung eine Ursache krisenhafter Entwicklungen erkannte. Mit der Verfügbarkeit oder Erschließung neuer billiger (z. B. dezentraler) Energie- und Rohstoffquellen sinkt nach Tainter der Vorteil komplexer organisatorischer Einheiten, während deren Komplexitäts- und Kontrollkosten untragbar werden (infolge von declining marginal returns). So werden in der Wissenschaft mit immer höheren Investitionen immer weniger bedeutsame Resultate oder Patente produziert, ein Prinzip, das schon Max Planck beschrieben hat.
Die sinkende Grenzproduktivität der problemlösenden Institutionen und Mechanismen der Gesellschaft ist nach Tainter also letztlich die Ursache des Zusammenbruchs von Kulturen, auch wenn äußere Einflüsse oder Katastrophen als Auslöser hinzu kommen. Nach Morris Berman ist es bereits ein Indiz für sinkende Grenzproduktivität und damit ein Krisensymptom, wenn die kollektiven (staatlichen usw.) Investitionen in die Problemlösungssysteme, z. B. in die Daseinsvorsorge wie das Rentensystem, durch private Investitionen ersetzt werden.
Die Grenzproduktivität kann allerdings durch erneuerbare Energien oder Technologien zur Steigerung der Energieeffizienz zumindest zeitweise erhöht werden. Außerdem können heute – anders als bei den isolierten Kulturen der Maya und des US-Südwestens – benachbarte komplexe Kulturen die Reste zerfallender Kulturen absorbieren. Alle Zusammenbrüche hatten und haben nach Tainter stets auch Nutznießer wie etwa die Völker am Rande des Römischen Reiches, die dessen Überreste usurpierten.
Mit der These der maximal erreichbaren peak complexity (Christopher Burr Jones) einer jeden Gesellschaft setzt sich Tainter von den Arbeiten von Jared Diamond ab, der die absolute Ressourcenerschöpfung als Hauptursache für den Zusammenbruch früherer Zivilisationen erkennt. Auch hat nach Tainter nicht der Klimawandel z. B. das Mayareich zum Kollaps gebracht, wie Diamond behauptet; vielmehr sei es die innere Komplexität des Mayareichs gewesen, die es gegenüber dem Klimawandel anfällig gemacht habe.

## Kritik
Der Historiker Glen W. Bowersock kritisiert, dass sich Tainter vor allem auf archäologisches Material stützt und in seinen Studien über Rom literarische Quellen nur aus zweiter Hand und in englischer Sprache rezipiert. Tainter gilt als später Vertreter einer auf kulturanthropologische Modellbildung zielenden „prozessualen Archäologie“, die in Gegensatz zur Postprozessualen Archäologie beansprucht, kulturgeschichtliche Adaptions- und Evolutionsprozesse hypothesengeleitet objektiv zu überprüfen. Solche Modellbildung kann zu übermäßigen Vereinfachungen und falschen Folgerungen führen. So kann eine Reduzierung gesellschaftlicher Komplexität nicht nur einen Kollaps anzeigen, sondern auch eine erfolgreiche Problemlösung.